# Narella compressa
Narella compressa är en korallart som först beskrevs av Sôichirô Kinoshita 1908.  Narella compressa ingår i släktet Narella och familjen Primnoidae. Inga underarter finns listade i Catalogue of Life.